# Rhododendron brachypodum
Rhododendron brachypodum är en ljungväxtart som beskrevs av Wen Pei Fang och P.S. Liu. Rhododendron brachypodum ingår i släktet rododendron, och familjen ljungväxter. Inga underarter finns listade i Catalogue of Life.